# Aouf
Aouf (în arabă عوف) este o comună din provincia Mascara, Algeria.
Populația comunei este de 7.887 de locuitori (2008).